# Татранская серна
Татранская серна (лат. Rupicapra rupicapra tatrica, словац. Kamzík vrchovský tatranský) — подвид серны (Rupicapra rupicapra), эндемичный для высокогорных районов Западных Карпат, в частности, Высоких и Западных Татр в Словакии и Польше. Этот подвид является одним из наиболее узнаваемых и символичных животных Татранского национального парка и находится под строгой охраной из-за своей редкости.
Татранская серна имеет типичное для серн строение тела, адаптированное для жизни в горах.
Подвид Rupicapra rupicapra tatrica был выделен и описан Блахоутом (Blahout) в 1971 году.
В последние десятилетия предпринимаются попытки реинтродукции татранской серны.
Генетические исследования свидетельствуют о том, что реинтродуцированная популяция татранских серн, по всей видимости, смешалась с альпийским подвидом.